# هاينريش فولمر
هاينريش فولمر (بالألمانية: Heinrich Vollmer)‏ (و. 1885 – 1961 م) هو مهندس ألماني، ولد في فورتمبيرغ، توفي في توبينغن، عن عمر يناهز 76 عاماً.